# تيم هوفستيد
تيم هوفستيد (بالهولندية: Tim Hofstede)‏ هو لاعب كرة قدم هولندي في مركز قلب الدفاع، ولد في 6 سبتمبر 1989 في بريدا في هولندا. لعب مع دين بوستش وناك بريدا.

## وصلات خارجية
- تيم هوفستيد على موقع قاعدة بيانات كرة القدم.إي يو (الإنجليزية)
- تيم هوفستيد على موقع عالم كرة القدم.نت (الإنجليزية)